# Rethwisch (Steinburg)
Rethwisch (niederdeutsch: Reetwisch) ist eine Gemeinde im Kreis Steinburg in Schleswig-Holstein.

## Geografie
Das Gemeindegebiet von Rethwisch erstreckt sich etwa sieben Kilometer südlich von der Mittelstadt Itzehoe im Landschaftsbereich der zu den Holsteinischen Elbmarschen zählenden Krempermarsch südlich von der Münsterdorfer Geestinsel im Übergangsbereich der so genannten Breitenburger Niederung.
Die sich in südlicher Verlängerung des Ortskerns der Nachbargemeinde Lägerdorf im Bereich der Gemarkung von Rethwisch heraus gebildete Siedlung des nach ihm benannten Dorfes wurde entlang der nach Westen abzweigenden Ausfallstraße in Richtung des Nachbarortes Neuenbrook erweitert.
Viele Landflächen im östlich des Dorfes gelegenen Landschaftsbereich des Hohenfelder Moors, einem Sietlandbereich, werden als Biotop-Gebiet naturschutzfachlich betreut. Der sie beinhaltende Abschnitt des sogenannten Feuchtgebietes Nord ist aber auch begehbar.

## Politik

### Gemeindevertretung
Bei der Kommunalwahl am 14. Mai 2023 wurden insgesamt neun Sitze vergeben. Von diesen erhielt die Wählervereinigung in Rethwisch fünf Sitze und die CDU erhielt vier Sitze.

### Wappen
Blasonierung: „Durch einen flachen goldenen Hügel von Grün und Rot erniedrigt geteilt. Oben, aus dem Hügel herauswachsend, drei goldene Reethalme, deren Samenstände nach links geneigt sind, unten das silberne holsteinische Nesselblatt.“
Das Wappen von Rethwisch ist vorwiegend auf den Namen der Gemeinde bezogen. Auf den zweiten Namensbestandteil (-wisch = Wiese) bezieht sich die grüne Schildfarbe, auf den ersten die drei „im Reifezustand“ gezeigten Pflanzenhalme. Reet ist bis heute ein beliebter Baustoff für ebenso reizvolle wie wärmeschützende Hausbedachung. Die Gemeinde legt besonderes Gewicht auf ihre Lage im heutigen Landesteil Holstein. Deshalb ist das Nesselblatt, Wahrzeichen dieses Gebietes, fast übergroß Bestandteil des Wappens geworden.

## Wirtschaft und Infrastruktur

### Unternehmen

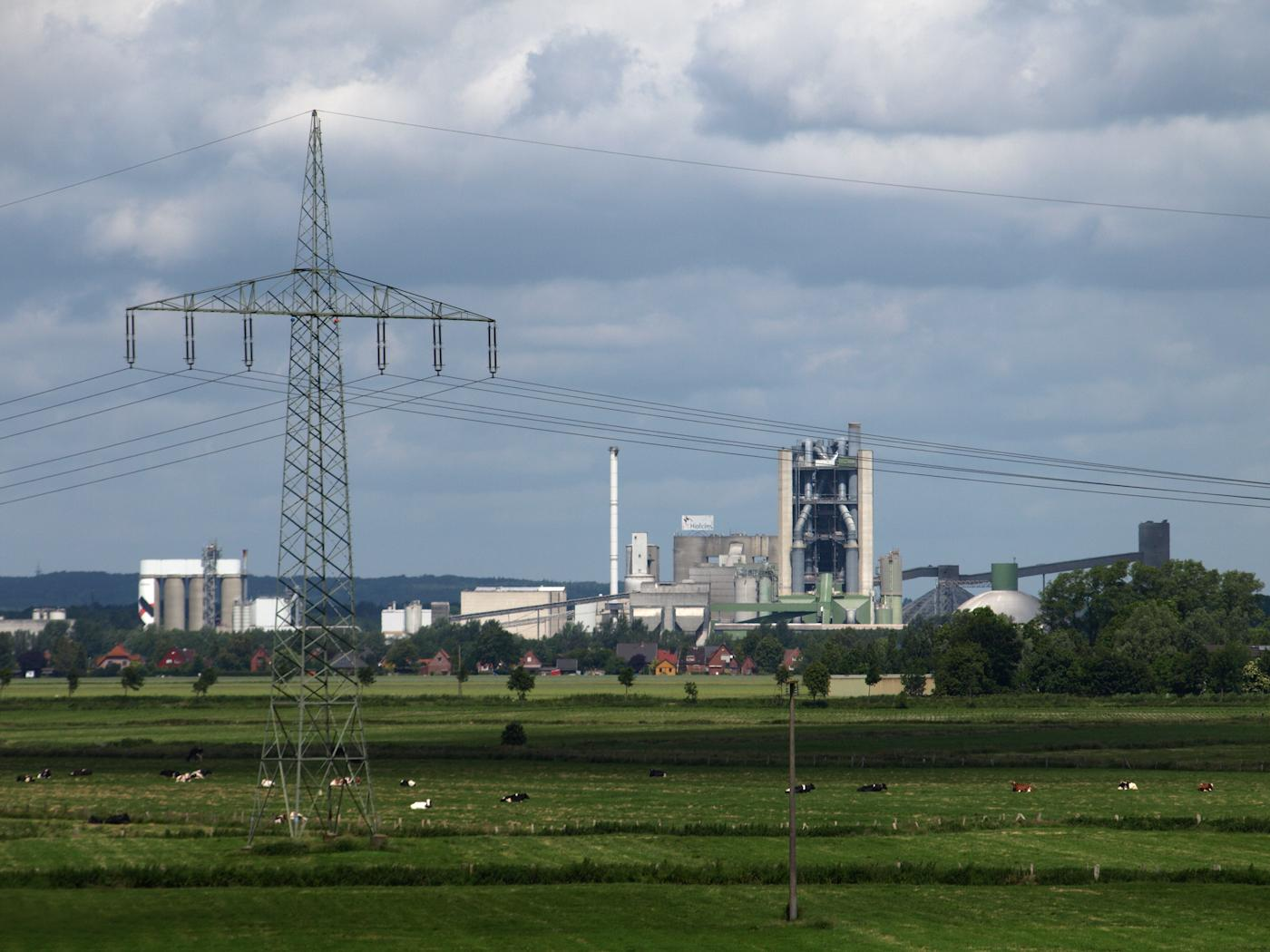
Zementwerk im Bereich der Gemeinden Lägerdorf/Rethwisch

Die Gemarkung von Rethwisch ist überwiegend sehr ländlich strukturiert. Der Marschboden des Gemeindegebietes ermöglicht die Einkommenserzielung im Bereich der Landwirtschaft oder durch Naturschutz. In der Gemeinde sind Landwirtschaftliche Betriebe ansässig. Das Ortsbild von Rethwisch wird heute jedoch in erster Linie durch das unmittelbar im grenzüberschneidenden Bereich zur Gemeinde Lägerdorf ansässige Zementwerk des Konzernunternehmens Holcim geprägt. Während die entscheidende Lage der Parzelle noch im Bereich der Gemarkung von Lägerdorf liegt, befinden sich weite Bereiche des Werkgeländes im Rethwischer Gebiet.

### Bildung
Rethwisch ist der Standort einer gemeinsam mit dem Nachbarort Neuenbrook genutzten Grundschule.

### Verkehr
Die Trasse der Bundesautobahn 23 liegt anteilig auf der Gemarkung von Rethwisch. Im angrenzenden Gebiet der Gemeinde Neuenbrook befindet sich ein Direktanschluss zum Zementwerk, der auch die Gemeinde Rethwisch über die örtliche Kreisstraße mit anbindet.